# Somatomamotropina coriônica
O lactogênio placentário humano (hPL, do inglês human placental lactogen), também denominado de somatomamotropina coriônica (português brasileiro) ou coriónica (português europeu), é um hormônio peptídeo importante no desenvolvimento fetal e materno. Ele é produzido pelo sinciciotrofoblasto durante a gestação e atua em muitos tecidos. O nome somatomamotropina coriônica deriva do grego σῶμα (sôma, corpo), μᾰ́μμη (mámmē, mama), τρόπος (trópos, direção) e χόρῐον (khórion, córion), sugerindo que este hormônio age no metabolismo orgânico do feto, aumentando-o e colaborando no desenvolvimento fetal e, por outro lado, possui tropismo pelo tecido mamário materno, levando ao desenvolvimento de suas glândulas.